# Černotín
Černotín je obec ležící v okrese Přerov v Olomouckém kraji. Žije zde 796 obyvatel a jeho katastrální území má rozlohu 832 ha.
Obec Černotín leží východně od Hranic na území devonského vápence v nadmořské výšce 250–368 m. Největší část katastru o celkové výměře 832 ha tvoří zemědělská půda.

## Historie
První písemná zmínka o obci pochází z roku 1406. Název obce je podle některých zdrojů odvozen od černě oděných benediktinů, kterým dříve náležela. K historickým objektům patří škola, založená v roce 1782, barokní kostel z roku 1836, kostel sv. Cyrila a Metoděje z roku 1863 a půlmetrový reliéf Ferdinanda V. z doby stavby severní dráhy.
Rozhodnutím předsedy Poslanecké sněmovny Parlamentu České republiky byly Černotínu uděleny 25. března 2005 obecní symboly – znak a vlajka. Obec Černotín se v roce 2015 stala Vesnicí roku Olomouckého kraje. V celostátním kole soutěže Vesnice roku získala třetí místo.

## Charakteristika obce
Za zmínku stojí krasové jevy v lokalitě Propastsko. Technickými památkami jsou v Černotíně tři vápenky, nejstarší pochází z období před rokem 1850. Kruhová pec byla přestavěna na motorest s ubytováním. Obec vybudovala skupinový vodovod, v jejím majetku je kanalizace s ukončením na čistírnu odpadních vod. Plynofikace byla dokončena v roce 1998. V roce 2023 byl dokončen úsek cyklostezky společně s lávkou přes řeku Bečvu.
Společenskou činnost v obci zajišťuje Sbor dobrovolných hasičů Černotín, Sbor dobrovolných hasičů Hluzov, TJ Sokol - oddíl kopané, ledního hokeje, nohejbalu, stolního tenisu, cyklistů a honební společenstvo. Opravený bývalý hospodářský objekt nabízí možnost využití pro rodinné oslavy i společenské akce a přilehlé hřiště s umělým trávníkem lze užívat i při umělém osvětlení.
V současnosti[kdy?] mohou místní děti chodit do školky a 1. až 5. třídy základní školy přímo v obci. Od historické doby dodnes[kdy?] zde rovněž sídlí poštovní úřad. V budově obecního úřadu se nachází místní knihovna s fondem více než 2000 svazků. Otevírací doba je v pátek od 16 do 18 h. Návštěvníci mají rovněž přístup na internet, který je zde zdarma.
Obec Černotín je členem Spolku pro obnovu venkova, Svazu měst a obcí, Spolku pro obnovu venkova Olomouckého kraje, dobrovolného svazku obcí Mikroregionu Hranicko. V roce 2004 obdržela v krajském kole soutěže Vesnice roku Bílou stuhu za činnost mládeže.

## Galerie

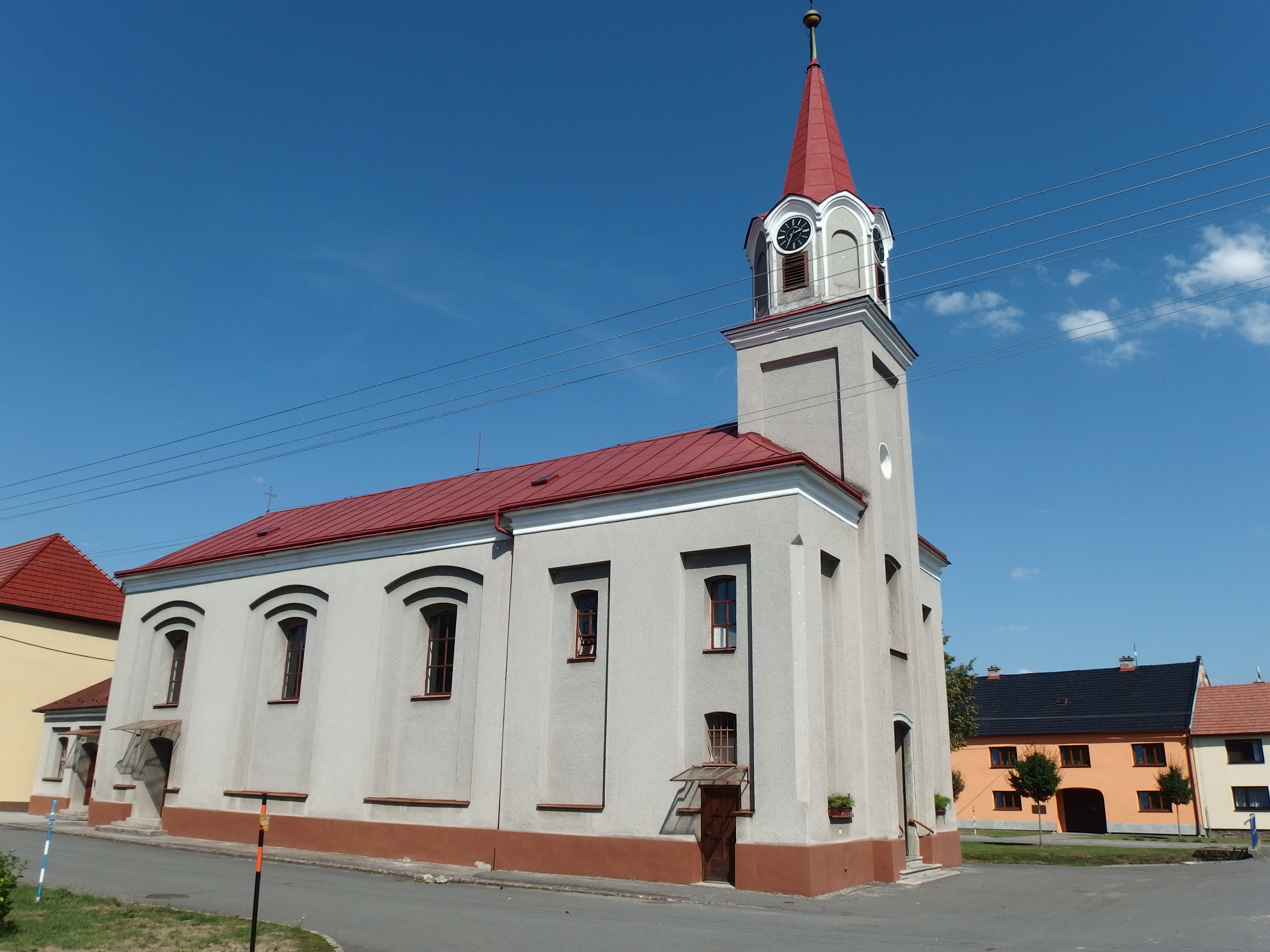
Kostel svatých Cyrila a Metoděje
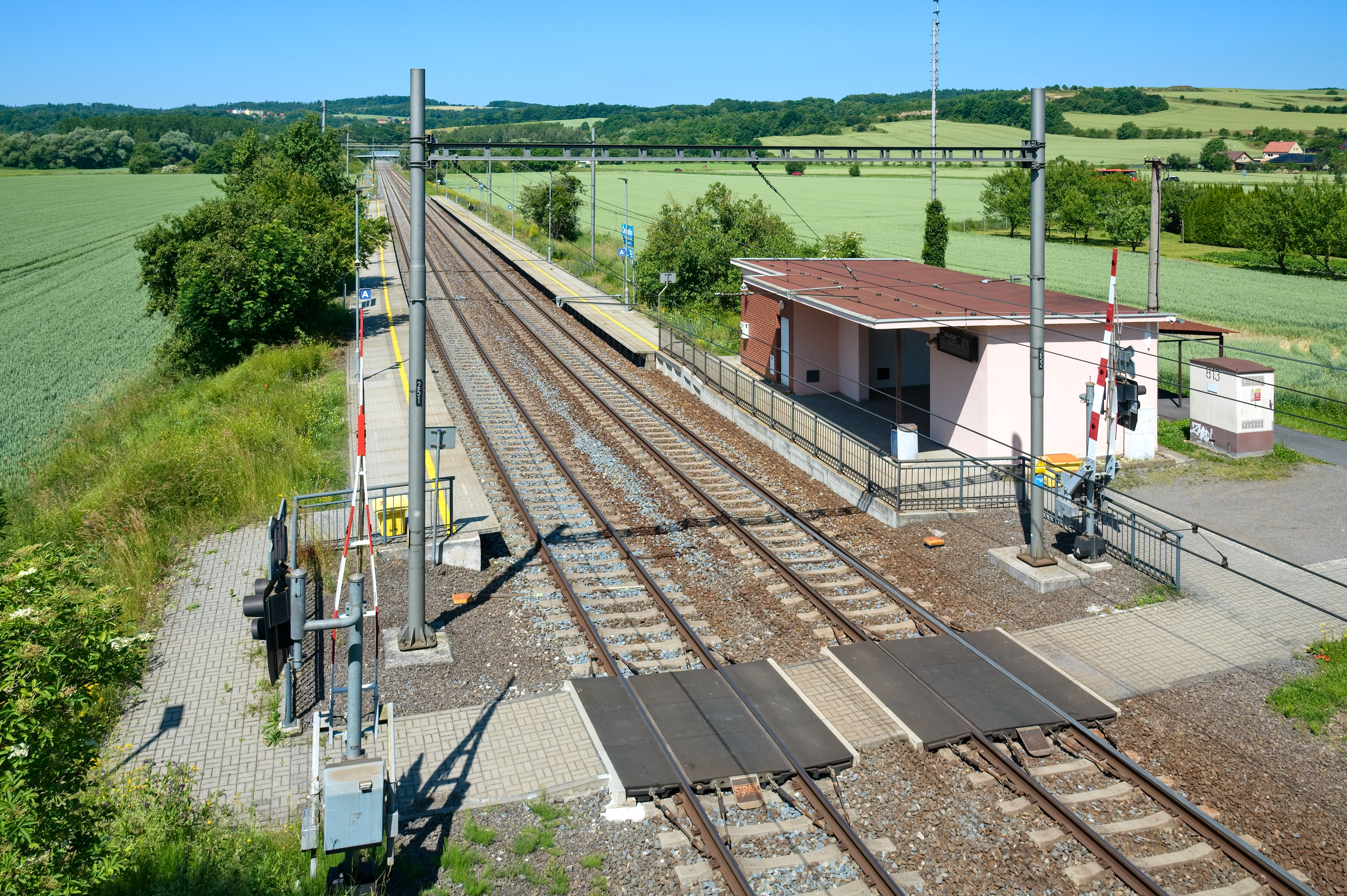
Železniční zastávka
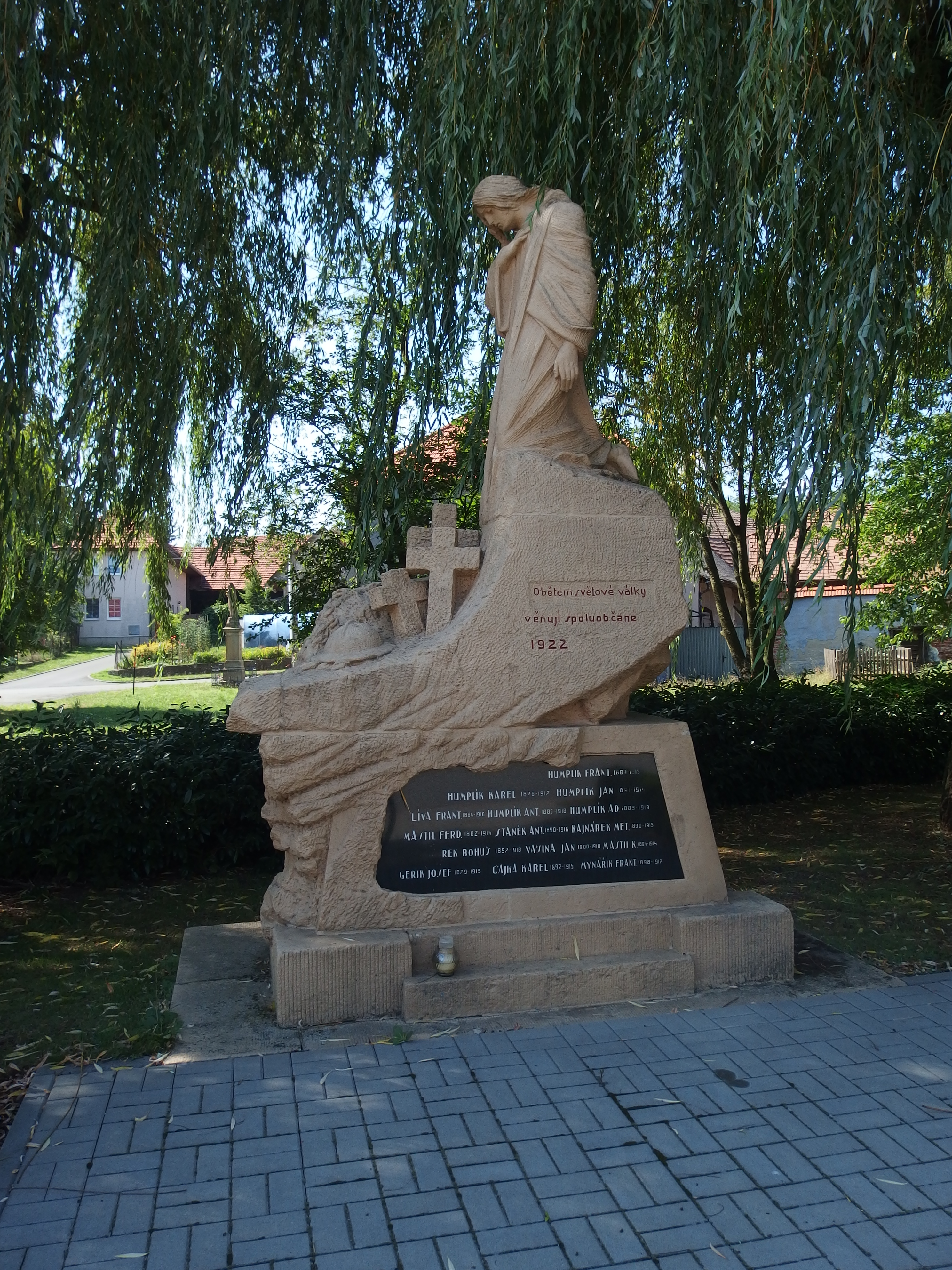
Pomník obětem I. sv. války
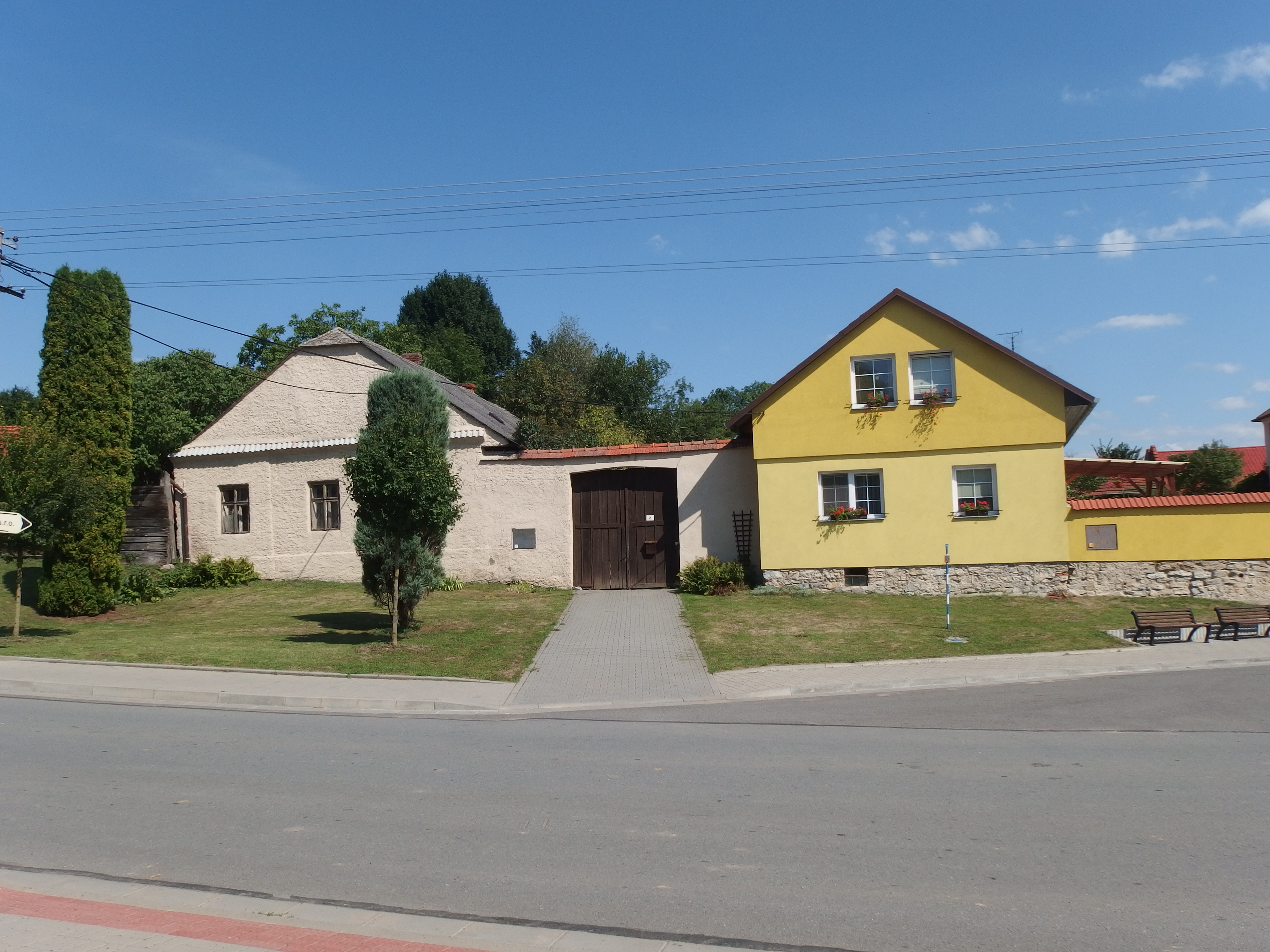
Dům č. p. 2
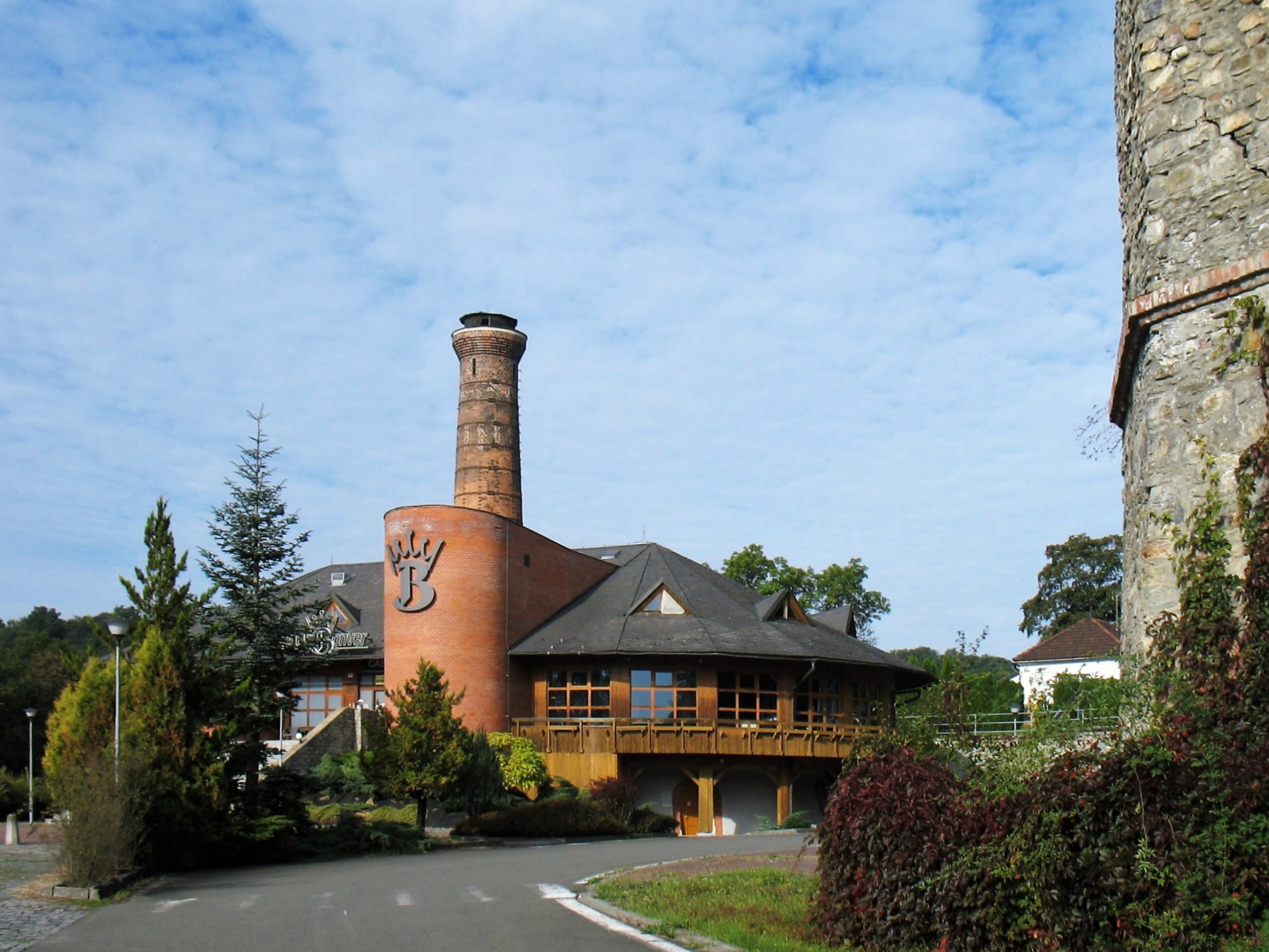
Vápenka, přebudovaná na kasino
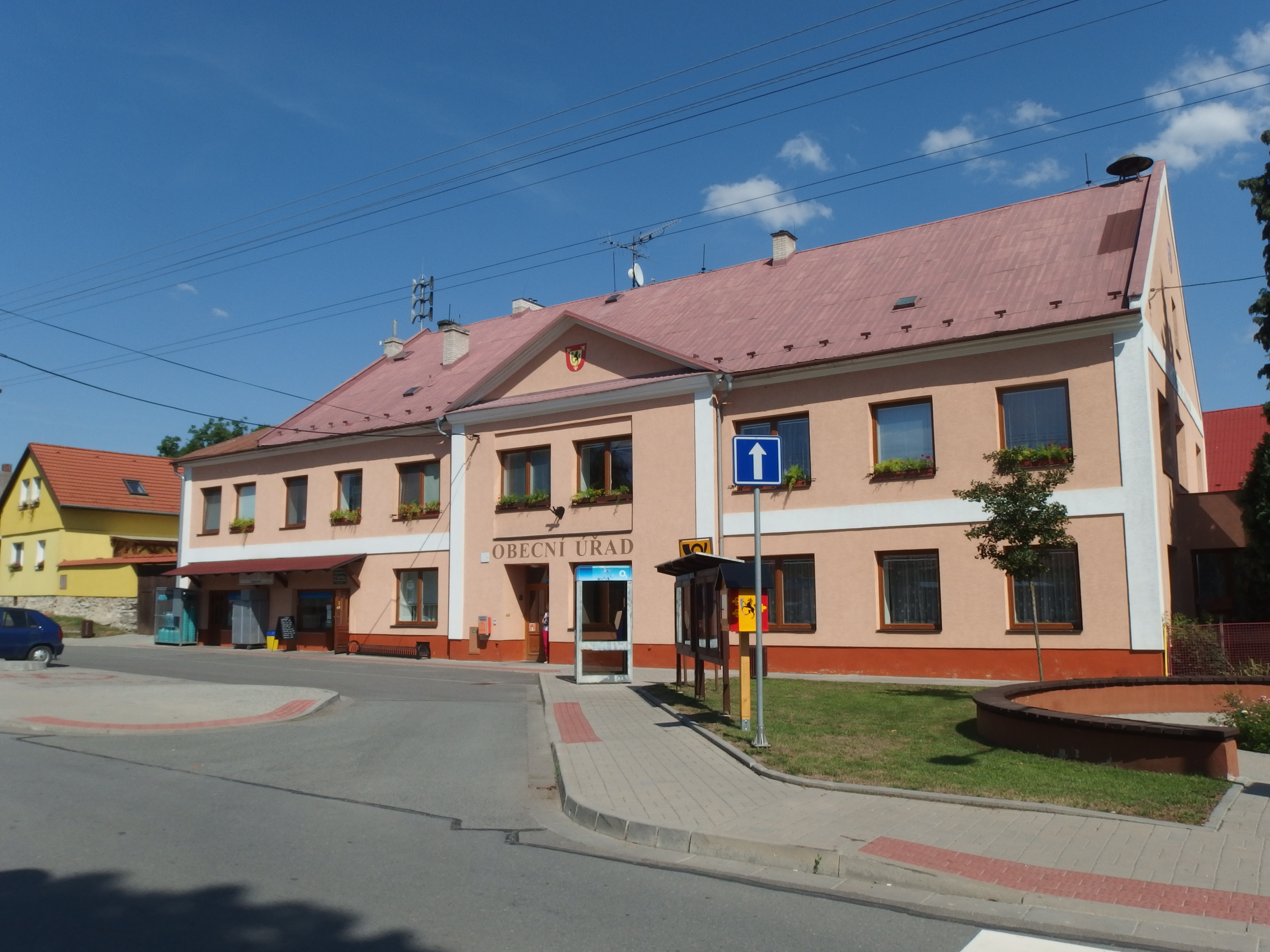
Obecní úřad

## Části obce
- Černotín
- Hluzov

## Osobnosti
- Josef Schindler (1828–1910), podnikatel, majitel vápenky, obecní starosta a zemský poslanec

## Další informace
- Naučná stezka a kondiční okruhy v Černotíně a Hluzově